# Uhrenarmbandkalender
Ein Uhrenarmbandkalender ist ein Metallplättchen, auf das ein Kalender eines ganzen Monats gedruckt ist. Dieses Plättchen wird um das Armband einer Armbanduhr gelegt und umgeklappt. Somit ist der Kalender ständig sichtbar.

## Fertigung
Die Auslieferung erfolgt meist als Aluminiumplatte in einer Stärke von 0,3 mm. Um Reflexionen zu vermeiden, ist die Aluminiumplatte matt gebeizt. Die 12 Monatskalender sind gestanzt und haben zur Befestigung noch einen dünnen Steg. Durch einen Schutzlack oder Folie wird die Schrift fixiert und die Oberfläche gegen Kratzer geschützt.

## Ausführungen
Zusätzliche Angaben auf dem Kalender sind möglich durch Kennzeichnung der Sonn- und Feiertage, nicht bundesweiten Feiertagen und der Kalenderwochen. Passend zu goldenen Uhren gab es zweiseitige Kalender, eine Seite silberfarbig, die andere Seite goldfarbig.